# Jean Van Zele
Jean Pierre Ghislain Van Zele (Boekhoute, 28 maart 1846 - Sint-Amandsberg, 3 juli 1930) was een Belgisch senator en burgemeester.

## Levensloop
Van Zele was een belangrijk grondeigenaar.
In 1900 werd hij gemeenteraadslid en burgemeester van Boekhoute.
In 1910 volgde hij de overleden Ferdinand Dierman op als liberaal senator voor het arrondissement Gent en vervulde dit mandaat tot in 1912.